# Chrysochlamys caribaea
Chrysochlamys caribaea là một loài thực vật có hoa trong họ Bứa. Loài này được Urb. mô tả khoa học đầu tiên năm 1908.